# 17759 Hatta
17759 Hatta este o planetă minoră (asteroid), cu un diametru de 5,435 km, din centura de asteroizi. A fost descoperită pe 17 februarie 1998 la Nachi-Katsuura Observatory⁠(d) de Yoshisada Shimizu⁠(d) și a fost numită după The Hatter⁠(d). 
Obiectul prezintă o orbită caracterizată de o semiaxă mare de 2,6139027 UAi, o excentricitate de 0,15, o înclinație de 11,23987 ° în raport cu ecliptica.